# Doug Christie
Douglas Dale Christie, detto Doug (Seattle, 9 maggio 1970), è un ex cestista e allenatore di pallacanestro statunitense, professionista nella NBA.

## Carriera
È stato selezionato dai Seattle SuperSonics al primo giro del Draft NBA 1992 (17ª scelta assoluta).

## Statistiche

### College
| Anno      | Squadra          | PG | PT | MP   | TC%  | 3P%  | TL%  | RP  | AP  | PRP | SP  | PP   |
| --------- | ---------------- | -- | -- | ---- | ---- | ---- | ---- | --- | --- | --- | --- | ---- |
| 1989-1990 | Pepperdine Waves | 28 | -  | 24,5 | 50,3 | 25,5 | 71,4 | 4,1 | 4,0 | 1,6 | 1,2 | 8,9  |
| 1990-1991 | Pepperdine Waves | 28 | -  | 32,6 | 46,9 | 26,2 | 76,5 | 5,2 | 4,8 | 2,2 | 1,1 | 19,1 |
| 1991-1992 | Pepperdine Waves | 31 | 31 | 34,1 | 46,6 | 33,3 | 74,6 | 5,9 | 4,8 | 2,0 | 0,7 | 19,5 |
| Carriera  | Carriera         | 87 | 31 | 30,6 | 47,3 | 29,7 | 74,7 | 5,1 | 4,5 | 1,9 | 1,0 | 16,0 |

### NBA

#### Regular Season
| Anno      | Squadra          | PG  | PT  | MP   | TC%  | 3P%  | TL%  | RP  | AP  | PRP | SP  | PP   |
| --------- | ---------------- | --- | --- | ---- | ---- | ---- | ---- | --- | --- | --- | --- | ---- |
| 1992-1993 | L.A. Lakers      | 23  | 0   | 14,4 | 42,5 | 16,7 | 75,8 | 2,2 | 2,3 | 1,0 | 0,2 | 6,2  |
| 1993-1994 | L.A. Lakers      | 65  | 34  | 23,3 | 43,4 | 32,8 | 69,7 | 3,6 | 2,1 | 1,4 | 0,4 | 10,3 |
| 1994-1995 | N.Y. Knicks      | 12  | 0   | 6,6  | 22,7 | 14,3 | 80,0 | 1,1 | 0,7 | 0,2 | 0,1 | 1,3  |
| 1995-1996 | N.Y. Knicks      | 23  | 0   | 9,5  | 47,9 | 52,6 | 59,1 | 1,5 | 1,1 | 0,5 | 0,1 | 4,0  |
| 1995-1996 | Toronto Raptors  | 32  | 17  | 25,6 | 43,6 | 41,4 | 78,9 | 3,8 | 2,9 | 1,8 | 0,5 | 10,1 |
| 1996-1997 | Toronto Raptors  | 81  | 81  | 38,6 | 41,7 | 38,4 | 77,5 | 5,3 | 3,9 | 2,5 | 0,6 | 14,5 |
| 1997-1998 | Toronto Raptors  | 78  | 78  | 37,7 | 42,8 | 32,6 | 82,9 | 5,2 | 3,6 | 2,4 | 0,7 | 16,5 |
| 1998-1999 | Toronto Raptors  | 50  | 50  | 35,4 | 38,8 | 30,4 | 84,1 | 4,1 | 3,7 | 2,3 | 0,5 | 15,2 |
| 1999-2000 | Toronto Raptors  | 73  | 73  | 31,0 | 40,7 | 36,0 | 84,3 | 3,9 | 4,4 | 1,4 | 0,6 | 12,4 |
| 2000-2001 | Sacramento Kings | 81  | 81  | 36,3 | 39,5 | 37,6 | 89,7 | 4,4 | 3,6 | 2,3 | 0,6 | 12,3 |
| 2001-2002 | Sacramento Kings | 81  | 81  | 34,5 | 46,0 | 35,2 | 85,1 | 4,6 | 4,2 | 2,0 | 0,3 | 12,0 |
| 2002-2003 | Sacramento Kings | 80  | 80  | 33,9 | 47,9 | 39,5 | 81,0 | 4,3 | 4,7 | 2,3 | 0,5 | 9,4  |
| 2003-2004 | Sacramento Kings | 82  | 82  | 33,9 | 46,1 | 34,5 | 86,0 | 4,0 | 4,2 | 1,8 | 0,5 | 10,1 |
| 2004-2005 | Sacramento Kings | 31  | 31  | 32,1 | 40,7 | 25,6 | 89,3 | 4,0 | 4,9 | 1,4 | 0,4 | 7,3  |
| 2004-2005 | Orlando Magic    | 21  | 13  | 25,2 | 36,7 | 21,7 | 90,9 | 2,6 | 2,2 | 1,8 | 0,2 | 5,7  |
| 2005-2006 | Dallas Mavericks | 7   | 7   | 26,4 | 34,6 | 0,0  | 66,7 | 1,9 | 2,0 | 1,3 | 0,1 | 3,7  |
| 2006-2007 | L.A. Clippers    | 7   | 0   | 11,7 | 29,4 | 16,7 | 66,7 | 1,6 | 1,1 | 0,4 | 0,1 | 1,9  |
| Carriera  | Carriera         | 827 | 708 | 31,5 | 42,6 | 35,4 | 82,1 | 4,1 | 3,6 | 1,9 | 0,5 | 11,2 |

#### Playoffs
| Anno     | Squadra          | PG | PT | MP   | TC%  | 3P%  | TL%  | RP  | AP  | PRP | SP  | PP   |
| -------- | ---------------- | -- | -- | ---- | ---- | ---- | ---- | --- | --- | --- | --- | ---- |
| 1993     | L.A. Lakers      | 5  | 0  | 7,8  | 36,4 | 33,3 | -    | 0,8 | 1,2 | 0,4 | 0,4 | 1,8  |
| 1995     | N.Y. Knicks      | 2  | 0  | 3,0  | 0,0  | -    | -    | 0,0 | 0,0 | 0,0 | 0,0 | 0,0  |
| 2000     | Toronto Raptors  | 3  | 1  | 20,3 | 23,1 | 37,5 | 50,0 | 1,7 | 2,0 | 1,3 | 0,3 | 4,0  |
| 2001     | Sacramento Kings | 8  | 8  | 38,0 | 36,8 | 29,4 | 82,8 | 4,4 | 3,3 | 2,5 | 1,1 | 9,9  |
| 2002     | Sacramento Kings | 16 | 16 | 40,3 | 40,9 | 26,6 | 80,0 | 5,8 | 4,9 | 2,1 | 0,6 | 11,1 |
| 2003     | Sacramento Kings | 12 | 12 | 31,8 | 37,4 | 25,0 | 93,5 | 6,2 | 4,6 | 1,0 | 0,3 | 9,1  |
| 2004     | Sacramento Kings | 12 | 12 | 38,4 | 39,7 | 39,4 | 85,4 | 6,2 | 3,9 | 1,8 | 0,4 | 13,8 |
| Carriera | Carriera         | 58 | 49 | 32,7 | 38,2 | 30,2 | 83,2 | 4,9 | 3,8 | 1,6 | 0,5 | 9,5  |

## Palmarès
- NBA All-Defensive First Team (2003)
- 3 volte NBA All-Defensive Second Team (2001, 2002, 2004)
- Quarantaduesimo miglior giocatore per palle rubate di sempre NBA